# Nathaniel Edwin Harris

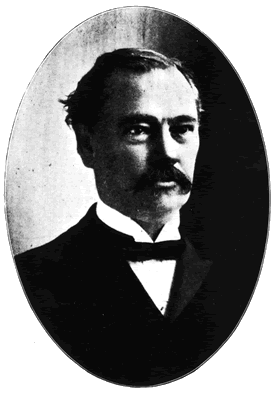
Nathaniel Edwin Harris

Nathaniel Edwin Harris (* 21. Januar 1846 in Jonesborough, Tennessee; † 21. September 1929 in Hampton, Tennessee) war ein US-amerikanischer Politiker (Demokratische Partei) und von 1915 bis 1917 Gouverneur des Bundesstaates Georgia.

## Frühe Jahre und politischer Aufstieg
In seiner Jugend erlebte Harris den Amerikanischen Bürgerkrieg. 1862 floh er vor den Truppen der Union von Tennessee nach Georgia. Im Alter von 16 Jahren trat er als Infanterist in die Konföderiertenarmee ein und blieb bis zum Kriegsende 1865 Soldat. Nach dem Krieg ließ er sich mit seiner Familie in Bartow nieder. Ab 1867 besuchte er die University of Georgia und studierte Jura. 1870 machte er dort seinen Abschluss. Nach seiner Zulassung als Rechtsanwalt ließ er sich in Macon nieder, wo er mit dem späteren Rektor der University of Georgia, Walter Hill, eine Kanzlei eröffnete. 1874 bis 1882 war er gleichzeitig Staatsanwalt für die Stadt Macon.

## Politische Karriere
Sein politischer Aufstieg begann 1882, als er in das Repräsentantenhaus von Georgia gewählt wurde. Dort setzte er sich für die Gründung einer Technischen Hochschule ein. Nach einigen politischen Diskussionen gelang es ihm, für sein Projekt eine Mehrheit zu finden. Aus der 1886 in Atlanta gegründeten Anstalt ging dann das Georgia Institute of Technology hervor. Harris wurde in den Aufsichtsrat des Instituts gewählt und behielt diesen Posten bis zu seinem Tod. Von 1894 bis 1895 war er für kurze Zeit im Senat von Georgia und später Richter im Gerichtsbezirk von Macon. 1915 kandidierte er erfolgreich für den Posten des Gouverneurs von Georgia. In seiner Amtszeit wurde in Georgia die Prohibition gesetzlich festgeschrieben. Harris blieb der letzte Gouverneur Georgias, der noch im Bürgerkrieg gekämpft hatte.

## Lebensabend und Tod
Nach dem Ende seiner Amtszeit als Gouverneur wurde Harris wieder als Anwalt tätig. Er war seit 1889 Aufsichtsratsmitglied der University of Georgia. Gleichzeitig war er im Aufsichtsrat des von ihm mitgegründeten Georgia Institute of Technology.